# Albert Canet
Henry Albert Canet (ur. 17 kwietnia 1878 w Wandsworth w Londynie, zm. 25 lipca 1930 w Paryżu) – tenisista reprezentujący Francję. Dwukrotny brązowy medalista z igrzysk w Sztokholmie w 1912 roku: w grze deblowej na korcie otwartym w parze z Édouardem Mény de Marangue i w grze mieszanej na korcie otwartym w parze z Marguerite Broquedis.

## Występy na letnich igrzyskach olimpijskich

### Turnieje singlowe
| Igrzyska | Konkurencja                     | 1/64 finału           | 1/32 finału         | 1/16 finału     | Ćwierćfinał     | Półfinał        | Finał/Mecz o trzecie miejsce | Klasyfikacja końcowa |
| Igrzyska | Konkurencja                     | Rywal                 | Rywal               | Rywal           | Rywal           | Rywal           | Rywal                        | Klasyfikacja końcowa |
| -------- | ------------------------------- | --------------------- | ------------------- | --------------- | --------------- | --------------- | ---------------------------- | -------------------- |
| LIO 1912 | Turniej singlowy (kort otwarty) | Conrad Langaard W 3:0 | Theodore Pell P 0:3 | → Nie awansował | → Nie awansował | → Nie awansował | → Nie awansował              | Miejsca 17-32        |

### Turnieje deblowe
| Igrzyska | Konkurencja                             | Partner      | 1/32 finału | 1/16 finału                       | Ćwierćfinał                     | Półfinał                   | Finał/Mecz o trzecie miejsce | Klasyfikacja końcowa |
| Igrzyska | Konkurencja                             | Partner      | Rywal       | Rywal                             | Rywal                           | Rywal                      | Rywal                        | Klasyfikacja końcowa |
| -------- | --------------------------------------- | ------------ | ----------- | --------------------------------- | ------------------------------- | -------------------------- | ---------------------------- | -------------------- |
| LIO 1912 | Turniej deblowy mężczyzn (kort otwarty) | Édouard Mény | Wolny los   | H. Schomburgk O. von Müller W 3:1 | M. Sumarokow A. Alejnicyn W 3:0 | A. Zborzil F. Piepes P 2:3 | L. Žemla J. Just W 3:0       |                      |

### Turnieje mikstowe
| Igrzyska | Konkurencja      | Partner              | 1/16 finału                         | Ćwierćfinał | Półfinał                                  | Finał/Mecz o trzecie miejsce     | Klasyfikacja końcowa |
| Igrzyska | Konkurencja      | Partner              | Rywal                               | Rywal       | Rywal                                     | Rywal                            | Klasyfikacja końcowa |
| -------- | ---------------- | -------------------- | ----------------------------------- | ----------- | ----------------------------------------- | -------------------------------- | -------------------- |
| LIO 1912 | Turniej mikstowy | Marguerite Broquedis | Edith Arnheim Carl-Olof Nylén W 2:0 | Wolny los   | Dorothea Köring Heinrich Schomburgk P 0:2 | Meczu o 3. miejsce nie rozegrano |                      |